# Resolució 2143 del Consell de Seguretat de les Nacions Unides
La Resolució 2143 del Consell de Seguretat de les Nacions Unides fou adoptada per unanimitat el 7 de març de 2014. Després de recordar les resolucions 1460 (2003), 1539 (2004) i 1612 (2005) sobre els infants en els conflictes armats, el Consell de Seguretat va condemnar l'ús de nens soldat i els crims de guerra contra els nens durant els conflictes armats. Els països i les Nacions Unides també havien de tenir en compte els nens en zones de conflicte i garantir la seva protecció.
Entre els nombrosos ponents abans de la votació hi havia un antic nen soldat de Sierra Leone. Aquest país era gairebé com a exemple per al desplegament de nens soldats. Al voltant de 10.000 nens van lluitar en la Guerra Civil de Sierra Leone. També era important una formació específica per a les tropes, ja que sovint eren els primers a entrar en contacte amb els nens soldats.
La Guerra Civil siriana també fou posada com a exemple. Prop de 3000 escoles hi van ser destruïdes, més de dos milions de nens ja no podien anar a l'escola i més de 10.000 nens van morir. La República Centreafricana tenia aproximadament 6.000 nens soldats. L'Exèrcit de Resistència del Senyor, el major usuari de nens soldats, encara estava actiu.

## Observacions
El Consell va assenyalar que les resolucions anteriors sobre els nens en conflictes armats havien assegurat la desmobilització i reintegració de milers de nens soldats. Però el progrés no continuava en algunes àrees.
Els nens tenien dret a l'educació en virtut de l'article 28 de la Convenció sobre els Drets del Nen. Les forces armades i grups armats utilitzava les escoles com a barraques, dipòsits d'armes, centres de comandament, presons, llocs de bombers i llocs d'observació. Això els convertia en objectius legítims i, per tant, posaven en perill tant els nens com els professors.
Molts nens van resultar morts o ferits durant i després d'un conflicte per mines terrestres, restes explosives, bombes improvisades i altres municions sense explotar.
La protecció dels nens hauria de ser un aspecte important en la resolució de conflictes i la restauració de la pau. Els governs nacionals en tenien la major responsabilitat. Les Nacions Unides tenien un paper fonamental en l'assoliment de la pau, en consulta amb organitzacions internacionals.
El Consell va assenyalar va reconèixer diverses contribucions d'organitzacions internacionals. De la mateixa manera, la declaració entre l'ONU i la Unió Africana sobre mecanismes de protecció estàndard en operacions de pau en cooperació amb UNICEF. La Unió Europea havia inclòs directrius per a la protecció dels infants en la seva política de defensa. L'OTAN també va elaborar directrius i organitzar cursos per a les seves tropes.

## Actes
El Consell va condemnar amb duresa totes les violacions dels drets dels infants en relació amb els nens soldat i la violència. Va instar a totes les parts implicades a aturar immediatament aquestes pràctiques i protegir els nens.
Es va demanar als Estats membres que participessin en la preparació i execució dels plans d'acció; fins i tot a través de comissions interadministratives, que es veien com un mitjà d'èxit.
L'ús de menors de 15 anys en situació de conflicte és un crim de guerra. Segons la Convenció sobre els Drets del Nen, l'edat mínima per a la participació és de 18 anys. El Consell va reiterar la seva voluntat d'adoptar sancions contra els qui continuen cometent delictes contra els nens. També era important que els crims de guerra contra els nens quedessin exclosos de les lleis d'amnistia i que els autors d'aquests crims fossin proscrits de les forces armades.
Finalment, el Consell va assenyalar que els països, però també les organitzacions de les Nacions Unides, havien de preveure la protecció dels nens en la seva formació militar. Els nens també havien de ser prioritzats en la reconstrucció i la recuperació després d'un conflicte.